# آنا، ساموآ
آنا، ساموآ (به لاتین: A'ana) یک منطقهٔ مسکونی در ساموآ است که در ساموآ واقع شده‌است.

## خصوصیات
آنا ۲۰٬۱۶۷ نفر جمعیت دارد.